# Leucochrysa loretana
Leucochrysa loretana är en insektsart som beskrevs av Navás 1935. Leucochrysa loretana ingår i släktet Leucochrysa och familjen guldögonsländor. Inga underarter finns listade i Catalogue of Life.